# 신원철 (2000년)
신원철(한국 한자: 辛元鐵, 2000년 4월 2일 ~ )는 대한민국의 축구 선수이다.